# Pièce de 1 franc États généraux
Pour les articles homonymes, voir 1 franc.
L'émission de la pièce de un franc français commémorant le bicentenaire des États généraux date de 1989.

## Frappes
| millésime | tirage    | remarques                 |
| --------- | --------- | ------------------------- |
| 1995      | 5 012 010 | frappe courante en Nickel |

## Sources
- Monnaie de Paris